# Europamästerskapen i orientering 1962
Europamästerskapen i orientering 1962 avgjordes i Løten i Norge den 22 och 23 september 1962 och var de första europamästerskapen.

## Medaljörer

### Damer
1. Ulla Lindkvist,  Sverige, 1.03.30
2. Marit Økern,  Norge, 1.03.46
3. Emy Gauffin,  Sverige, 1.06.18

### Herrar
1. Magne Lystad,  Norge, 1.48.32
2. Bertil Norman,  Sverige, 1.54.11
3. Sivar Nordström,  Sverige, 1.57.56

## Internationell stafett
Ej en del av mästerskapet.

### Damer
1. Sverige (Siri Lundkvist, Emy Gauffin, Ulla Lindkvist), 2.56.03
2. Norge (Lillis Kielland, Babben Enger, Marit Økern), 3.12.57
3. Schweiz (Margrit Thommen, Sonja Ballestad, Käthi von Salis), 3.24.27

### Herrar
1. Finland (Aimo Tepsell, Esko Vainio, Rolf Koskinen, Erkki Kohvakka), 3.34.08
2. Sverige (Bertil Norman, Per-Olof Skogum, Sven Gustafsson, Halvard Nilsson) 3.43.20
3. Norge (Per Kristiansen, Ola Skarholt, Knut Berglia, Magne Lystad) 3.43.59

### Webbkällor
- ”European Orienteering Championship senior, statistics 1962-1964, 2000-” (på norska). Norska Orienteringsförbundet. Arkiverad från originalet den 23 augusti 2011. https://web.archive.org/web/20110823153924/http://old.orientering.no/resultater/emres.asp. Läst 29 september 2012.